# Culebra
Culebra är en kommun (ö) i Karibiska havet, som är en del av Puerto Ricos skärgård. Ursprungligen hette ön Isla Pasaje och Isla de San Ildefonso. Ön ligger 27 kilometer öster om Puerto Rico, 14 kilometer norr om ön Vieques och 19 kilometer väster om  St Thomas. Ytan uppgår till cirka 30,1 km², och huvudort är staden Dewey. Culebra är också känd som Isla Chiquita (”Lilla ön”) och som Ultima Virgin (”Sista jungfruön”) på grund av sitt läge i slutet av Jungfruöarnas skärgård.

## Historia
Culebraön beboddes av Arawak-indianer som av spanjorerna kallades för "tainos". Columbus kom som första europe till Culebra år 1493. Ön användes av pirater som fristad under mer än 300 år.
1875 utsågs en engelsman vid namn Stevens till den första guvernören i Culebra av regeringen i Vieques. Han hade till uppgift att skydda ön och dess fiskare från piratattacker.
Stevens mördades senare samma år. Styret av Culebra övertogs av Cayetano Escudero Sanz den 27 oktober 1880. Den första bosättningen hette San Ildefonso för att hedra biskopen i Toledo. Två år senare, den 25 september 1882, började man bygga fyren Culebrita vilket avslutades den 25 februari 1886. Det var den äldsta fyren i bruk i Västindien fram till 1975, då den stängdes av USA:s marin och kustbevakning.
År 1902 blev Culebraön ett annex till ö-kommunen Vieques. Ett år senare etablerade USA:s president Theodore Roosevelt naturreservatet Reserva Naval de Culebra. Ett fågelskyddsområde bildades den 27 februari 1909. År 1939 började USA:s marin använda Culebra som övningsplats för bombning. År 1971 började protesterna mot den amerikanska militära närvaron i Culebra. Protesterna leddes av ledaren för puertoricanska självständighetspartiet, Rubén Berríos Martínez. Fyra år senare, 1975, avlägsnades militärkåren från ön.
Culebra blev självständig kommun 1917. Den första demokratiskt valda regeringen utsågs 1960. Tidigare hade regeringen i Puerto Rico skickat delegater för att förvalta ön.

## Demografi

### Befolkning
Culebra är den minsta av Puerto Ricos 78 kommuner, med en folkmängd på 1 868 invånare.

### Stadsdelar
- Barrio Pueblo (Dewey)
- Flamenco
- Fraile
- Playa Sardinas 1
- Playa Sardinas 2
- San Isidro
- Bda. Clark

## Flagga
Culebras flagga består av fem vertikala ränder, tre gula och två gröna. Det centrala gula fältet har Culebras karta i grönt i mitten.

## Vapen
Vapnet består av två båtar med seglen fyllda av vind. Korset och herdestaven symboliserar biskopen Sankt Alfons, eftersom ön ursprungligen hette San Ildefonso de la Culebra. Ormen symboliserar hans namn. En beväpnad arm hör till familjen Escuderos vapen, en av de första invånarna på Culebra. Lagerbladet syftar på det medborgerliga korståg som 1975 lyckades köra bort marinen från ön.

## Geografi
Culebra ligger vid latitud: 18° 18' 18" N och longitud: 065º 18' 05" Ö. Det är en liten ögrupp som består av den största ön (Culebra) och tjugotre mindre öar eller cayos. De fyra största cayo är Culebrita i öster, Cayo Norte i nordöst och Cayo Luis Pena och Cayo Lobo i väster. De mindre öarna inkluderar Cayo Ballena, Cayo Geniqui, Arrecife Culebrita, Las Hermanas, El Mono, Cayo Lobito, Cayo Botijuela, Alcarraza, Los Gemelos och Piedra Steven. Öarna i skärgården är torra eftersom de inte har floder eller bäckar. Färskt dricksvatten hämtas från huvudön (Puerto Rico) via Vieques.
Culebra kännetecknas av en oregelbunden topografi som skapar en invecklad kustlinje. Öns utsträckning är cirka 11 gånger 8 kilometer. Kusten präglas av klippor, sandstränder, korallrev och mangrove. Den högsta höjden är Monte Resaca med en höjd på 198 meter.

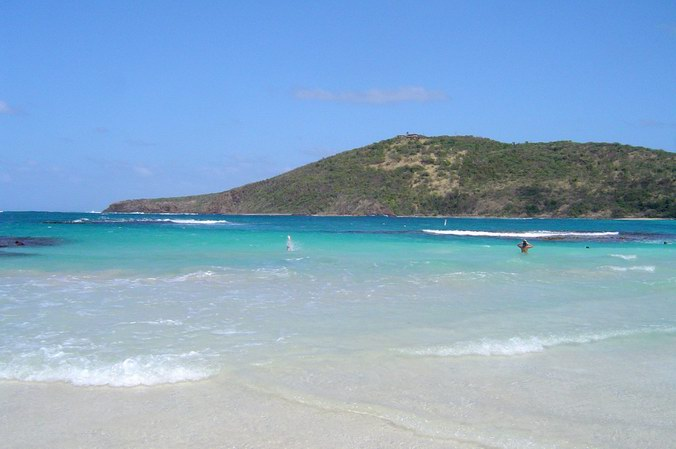
Playa Flamenco.

## Stränder
Den mest kända av öns badstränder heter Playa Flamenco.
Den här artikeln är helt eller delvis baserad på material från spanskspråkiga Wikipedia, Culebra (Puerto Rico), 6 april 2010.